# Le Téléjournal 22 h
Le Téléjournal, également appelé Téléjournal 22 h ou Téléjournal national est le bulletin d'information phare de la télévision de Radio-Canada, diffusé depuis la Maison Radio-Canada à Montréal. Il rend compte, chaque soir à 22 heures, de l'actualité canadienne et internationale. Depuis le 7 décembre 2009, Le Téléjournal est diffusé en TVHD.
Le bulletin est présenté du lundi au jeudi par Céline Galipeau, et du vendredi au dimanche par Claudine Bourbonnais.
Originellement, Le Téléjournal était également produit à 21 heures pour le Réseau de l'information avant qu'il soit remplacé par un bulletin de 60 minutes exclusif à la chaîne animé par Geneviève Asselin.
Le Téléjournal 22 h, tout comme les bulletins locaux et régionaux, est disponible en rattrapage sur son site web.

## Historique
Le format du Téléjournal a changé depuis sa première diffusion en 1954. Il a été diffusé sans coupures publicitaires jusqu'en 1997 puis à nouveau de 2004 à 2006.
Lorsque Radio-Canada diffuse sur ses ondes les Jeux olympiques d'été ou d'hiver, le Téléjournal est habituellement diffusé en direct de la ville-hôte des Jeux olympiques.

### Années 1990
Le Téléjournal de Radio-Canada est présenté en ondes en France à partir du 1er octobre 1990. Le bulletin du jour précédent est présenté en différé tous les matins sur FR3 (aujourd'hui France 3) à 7 h 0. Cette diffusion faisait partie de l'accord d'échanges de programmes entre chaînes francophones démarré à la fin des années 1980,. La diffusion sur FR3 ne dure que quelques années, Le Téléjournal est ensuite diffusé en France à la même heure sur le réseau TV5.
Le 3 mars 1992 vers 22 h 20, le plateau du Téléjournal est envahi par deux élèves du Cégep Édouard-Montpetit (accompagnées de deux complices) à la fin du bulletin. L'incident ne dure que quelques secondes et les quatre étudiants réussissent à s'éclipser sans être rattrapés par le service de sécurité de la SRC. Le présentateur Bernard Derome, profondément offensé, déclare dans une entrevue à La Presse:

« C'est scandaleux, aberrant, un gag facile et insignifiant, grotesque, cul-cul, bêbête [...] Je commence à trouver ça moins drôle. Quand je les ai aperçus, j'ai pensé: merde! c'est pas vrai, pas encore des étudiants... »

— Bernard Derome, Entrevue au journal La Presse le 4 mars 1992
Radio-Canada diffusait jusqu'en 2004 des matches de la Ligue nationale de hockey en soirée juste avant la diffusion du Téléjournal. Il était fréquent, notamment lors de la diffusion des séries éliminatoires, que la diffusion du Téléjournal et du Point soit décalée lorsque le match allait en prolongation. Les bulletins d'informations pouvaient alors être diffusés avec un retard considérable sur l'horaire habituel,.
À partir de 1993, pour mitiger cet inconvénient, Radio-Canada diffuse pendant les matches un bandeau défilant avec l'horaire approximatif de diffusion du Téléjournal dès que celui-ci est connu. La même année, la direction de l'information décide que, à chaque fois qu'une partie part en prolongation, Le Téléjournal soit remplacé par un bulletin raccourci (de 11 minutes seulement) présenté entre la fin du match régulier et la 4e période.
Après une annonce en ce sens à l'automne 1996, c'est à partir du 1er janvier 1997 que le Téléjournal est interrompu par des pauses publicitaires pour la première fois de son histoire,.

### Évolutions depuis les années 2000

#### Suppression et retour des pauses publicitaires (2004-2006)
Robert Rabinovitch annonce le 17 novembre 2003 au cours de l'émission radiophonique Maisonneuve en direct que les pauses publicitaires seront abolies pendant le Téléjournal à partir de septembre 2004. Cette annonce fait suite à la suppression en 2000 de la publicité pendant The National, l'équivalent du Téléjournal sur le réseau anglais CBC.
En septembre 2004, à l'occasion du retour de Bernard Derome à la présentation du Téléjournal, les publicités sont abolies pendant la lecture des nouvelles (mais pas pendant Le Point).
Robert Rabinovitch évoque en décembre 2004 le possible retour des pauses publicitaires pendant le Téléjournal du fait des pertes de revenus causée par le lock-out de la LNH. Le président de la SRC précise cependant que le retour des publicités était « exactement le contraire de ce que je veux faire. Mais (s'il y a des compressions), je devrais me demander s'il faut faire des compromis là ou au niveau de la programmation ».
Les pauses publicitaires sont réintroduites pendant le Téléjournal à partir du 4 septembre 2006.

#### Nouvelle formule et suppression duPoint(2006)
Jusqu'en 2006, le Téléjournal était suivi du magazine d'information Le Point, composé de reportages et d’entrevues sur des sujets concernant l’actualité québécoise, canadienne et internationale présenté par Dominique Poirier. Le magazine, diffusé tous les soirs après le Téléjournal est supprimé à la rentrée 2006 avec le départ de Dominique Poirier pour RDI. Une nouvelle formule du Téléjournal, longue d'une heure, est mise en onde à la rentrée 2006. Cette formule se veut plus intégrée :

« La formule du Point offrait des qualités mais son grand défaut était la cohabitation de deux émissions dans la même période. Il y a même eu une époque où le Téléjournal et Le Point avaient carrément deux directions séparées, qui pouvaient se nuire mutuellement. »

— Alain Saulnier, Directeur de l'information aux services français de la SRC

#### Retraite de Bernard Derome (2009)
Le 12 juin 2008, Bernard Derome annonce son départ de la présentation du Téléjournal pour janvier 2009. Il est annoncé le lendemain que c'est Céline Galipeau (qui présentait Le Téléjournal en fin de semaine depuis 2003) qui lui succédera à la présentation du Téléjournal en semaine à partir de janvier 2009. Elle est elle-même remplacée par Pascale Nadeau à la présentation en fin de semaine.

« C'est un grand moment de bonheur. Le Téléjournal, c'est l'émission la plus prestigieuse, la plus excitante. En même temps, je suis un peu inquiète puisque je succède à un journaliste de grand talent. »

— Céline Galipeau, en entrevue au Devoir
Le 11 juin 2010, le Téléjournal est réduit à 45 minutes (annonces publicitaires incluses) pour laisser place à un magazine sur les nouvelles des sports présenté par Michel Chabot à 22h45. De l'automne 2010 à la fin 2012 le Téléjournal cesse d'être diffusé une première fois à 21 h 0 sur RDI. Un bulletin d'information spécifique d'une durée d'une heure (le Téléjournal RDI présenté par Geneviève Asselin) est présenté à la place.

#### Nouvelle formule (depuis 2017)
Radio-Canada met en ondes une nouvelle formule du Téléjournal à la rentrée 2017 dans un contexte de montée en puissance des réseaux sociaux et de l'information en continu. Le nouveau téléjournal s'appuie sur un nouvel habillage graphique, des reportages plus longs et l'utilisation plus fréquente d'infographies explicatives.

### Identité visuelle (logotype)

Logo de 2002 à 2003.
Logo pour la saison 2003-2004.
Logo depuis septembre 2017.

## Présentateurs

### En semaine
- 1970–1998 : Bernard Derome
- 1998–2003 : Stéphan Bureau
- 2003–2004 : Gilles Gougeon
- 2004–2008 : Bernard Derome
- 2009–présent : Céline Galipeau

### En fin de semaine
- 1970–2001 : Michèle Viroly
- 2001–2003 : Michaëlle Jean
- 2003–2008 : Céline Galipeau
- 2008–2021 : Pascale Nadeau
- Depuis 2021: Claudine Bourbonnais

D'autres personnalités ont également présenté le Téléjournal en tant que présentateur la fin de semaine ou en tant que remplaçant, incluant Claudine Bourbonnais, Maxence Bilodeau, Christine Fournier, Michèle Viroly, Michaëlle Jean et Azeb Wolde-Giorghis.